# Enrico Carattoni
Enrico Carattoni (Borgo Maggiore, San Marino; 18 de mayo de 1985) es un político, abogado y notario sanmarinense.

## Biografía
Se graduó por la Universidad de Bolonia. De profesión es abogado y notario. Entró en el mundo de la política como militante del Partido de los Socialistas, que unos años más tarde tras una fusión se convirtió en el nuevo Partido de los Socialistas y Demócratas (PSD). Ocupó su primer puesto de responsabilidad política en el 2003, cuando fue elegido como miembro del Consejo Municipal ("Giunta di castello") de la Ciudad-Capital de San Marino. En este Consejo Municipal fue reelegido en el 2009, además de pasar a ser el secretario del mismo hasta 2014.
Al mismo tiempo que ejerce en el ayuntamiento de la capital, en 2007 se unió a la Junta Directiva Nacional del PSD, del cual al año siguiente se convirtió en el nuevo secretario de la organización juvenil.
En las elecciones parlamentarias de 2012 se presentó como candidato en las listas, pero sin embargo no logró obtener un escaño en el Consejo Grande y General de San Marino —Parlamento Nacional—, aunque si pudo pertenecer al Consejo de Supervisión del país. Luego en mayo de 2015 tras la dimisión del diputado Stefano Macina, pasó a ocupar su escaño dentro del parlamento, siendo allí miembro del Comité de Sanidad.
Para las elecciones parlamentarias de 2016 cambió de partido, incorporándose a las listas de la recién creada Izquierda Unida de San Marino (SSD), con las cuales logró obtener su propio escaño en el parlamento y pasó a pertenecer al Comité de Finanzas, además de convertirse en Portavoz de dicho partido.
Recientemente junto al político Matteo Fiorini, ha sido elegido el día 1 de octubre de 2017 como nuevo capitán regente de la República de San Marino —jefe de Estado—.